# Pitahaya

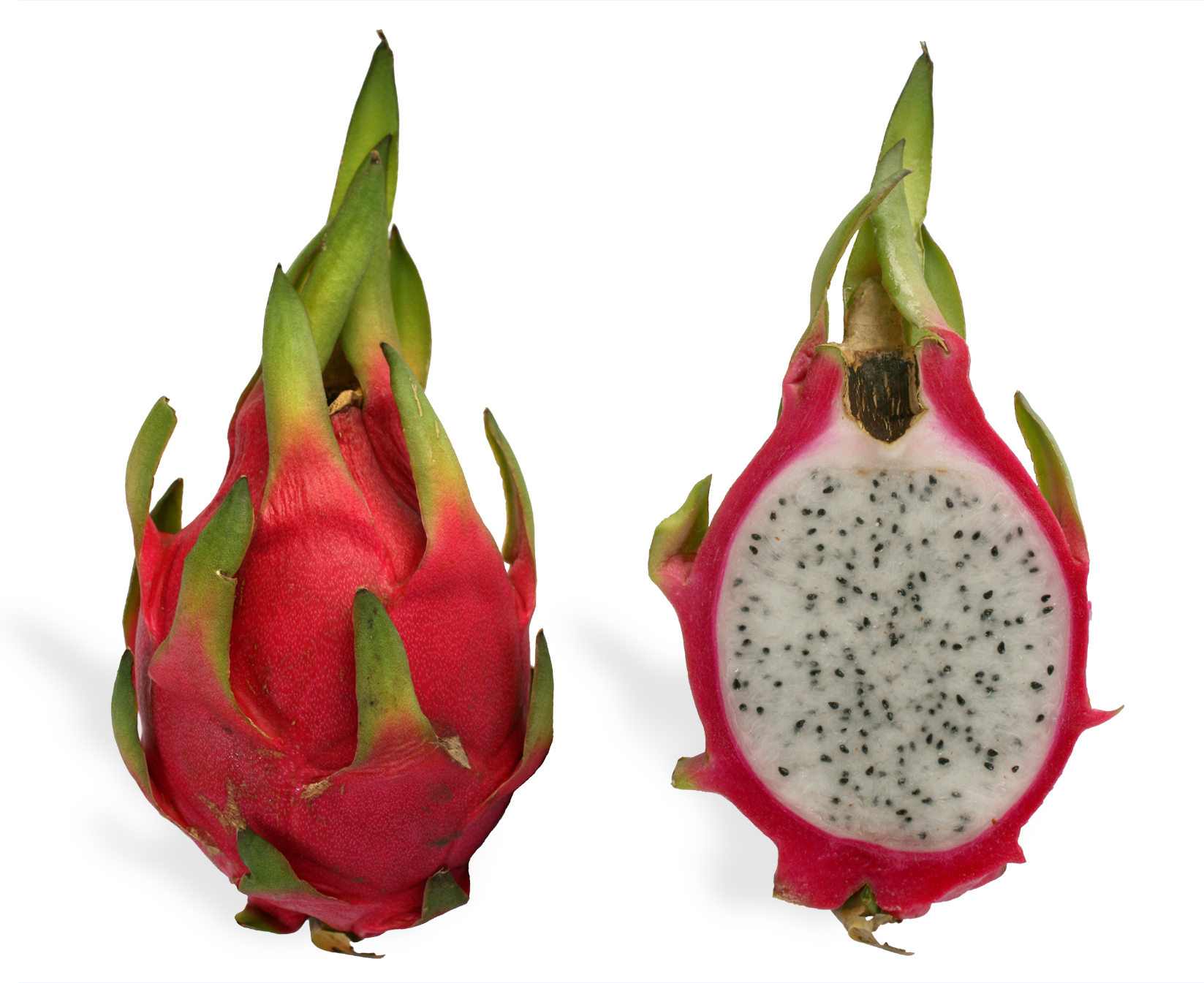
Pitahaya blanca, Hylocereus, řez

Pitahaya, zkráceně též pitaya, je označení pro některé druhy cereusovitých kaktusů a pro jejich, často jedlé, plody. Široce v tropech pěstované jsou některé druhy rodu Hylocereus, které dávají velké plody zvané též dračí ovoce a dovážené do obchodů v Evropě. Další druhy jsou známé jen lokálně. V domovině je název pitayo používán hlavně pro druhy rodu Stenocereus.

## Původ jména
Původně používali termín pitahaya Španělé pro označení sloupovitých kaktusů a jejich plodů.
Francisco Vasquez de Coronado na expedici v letech 1540–1542 popsal přípravu vína a pojídání čerstvých plodů domorodci ze saguara, které označil jako pitahaya, takto: Pijí tam víno připravené z pitahaya, což je plod z velkých bodláků, který se otevírá jako granátové jablko. Toto víno je ohlupuje. Dnes se již pro saguaro termín pitahaya nepoužívá.[zdroj?]
Od původního názvu pitahaya existují zkrácené názvy pitaya, pitayo a dále zdrobněliny pitahayita, pitayita, často s přívlastkem, například Pitahaya agria, Pitayo de querretao. Tyto názvy jsou lokálně používány i pro druhy kaktusů, které jedlé plody neposkytují, nebo jsou plody dokonce neznámé, ale vzhledem plodonosné druhy připomínají.[zdroj?]

## Chuť
Pitahaya má jemnou sladkou chuť s tóny lesních plodů, hrušek, kiwi a melounu a s určitým nádechem kyselosti. Obsahuje malá jedlá semínka, která jsou svou velikosti a strukturou podobné kiwi. Jednotlivé druhy se pak od sebe liší mírou sladké a kyselé složky a intenzitou jednotlivých složek.[zdroj?]
Velmi vsak závisí na konkrétním druhu, jakým způsobem je opylováno, v jakém stádiu zralosti sklizeno a místa pěstování.[zdroj?]
Plody po utržení již dále nedozrávají a jejich chuť se již pak nemění. Sklidí-li si se tedy ovoce předčasně - například z důvodu, aby přežilo dlouhou přepravu, chuť zůstane chabá a nevýrazná. Slupka však časem mírně zčervená a ovoce pak vypadá zrale - ačkoliv tomu tak ještě není.[zdroj?]

## Přehled druhů

### HylocereusDragon fruit
Několik druhů šplhavých, liánovitých až epifytických kaktusů rodu Hylocereus poskytuje velké jedlé plody známé pod obecným názvem pitahaya a též pod názvem Dragon fruit, dračí ovoce. Jsou široce pěstované v tropickém pásmu, mimo Ameriku hlavně v Asii, kde nejsou původní. Plody jsou dodávány do obchodních řetězců po celém světě. Jsou rozeznávány tři druhy plodů pitahají, přičemž botanické zařazení není úplně vyjasněné. Jednak botanici pod hlavní druhy slučují další druhy, případně používají synonymní názvy, jednak se jako plody nesoucí uvádí i další minoritní druhy. Rozlišují se tři typy pitahají z okruhu dragon fruit.[zdroj?]

#### Pitahaya blanca
bílá pitahaya je nejběžnější, široce pěstovaný druh, známý i z obchodů. Má červenou slupku a bílou dužinu s množstvím drobných, černých, jedlých semen. Hlavní druh je Hylocereus undatus, dále je uváděn též příbuzný Hylocereus triangularis. Pro velké, vanilkou vonící květy je Hylocereus undatus pěstován i jako okrasná rostlina.[zdroj?]

#### Pitahaya amarilla
žlutá pitahaya, má žlutou slupku a bílou dužinu. Hlavní druh je Hylocereus megalanthus synonymum je Selenicereus megalanthus. Je vzácná.[zdroj?]

#### Pitahaya roja
červená pitahaya, má červenou slupku i dužinu. Jsou uváděny druhy Hylocereus polyrhizus, Hylocereus costaricensis, Hylocereus monacanthus. Chuť dužiny je výraznější než u typů s bílou dužinou.[zdroj?]

### Selenicereus
Rod je příbuzný a velmi podobný rodu Hylocereus. Je zde užíván název pitaya a pitayita i pro druhy s nejedlými plody.

#### Selenicereus coniflorusPitayita de Culebra
Obvykle převislé epifytické rostliny. Květy jsou bílé, vnější okvětní úzké lístky jsou žluté až oranžové. Vyskytuje se v nížinách podél Mexického zálivu, Mexiko, Veracruz. Plody jsou až 6 cm velké, jedlost není udávána.

#### Selenicereus testudoPitaya de Tortuga
Starší název je Deamia testudo Karwinsky ex Zuccarini 1837. Další synonymní název je Deamia diabolica Clover 1938. Květy jsou až 25 cm dlouhé a 15 cm široké. Je sice známý pod názvem pitaya, ale jeho plody nejsou známy. Je rozšířený od Mexika až po Kolumbii.

#### Selenicereus setaceusananasový kaktus
Epifytické rostliny s obvykle trojbokými stonky. Květy jsou obrovské, až 30 cm velké, bílé, vnější úzké okvětní lístky jsou žlutavé. Plody jsou červené, se štětinami. Jsou sklízeny domorodci. Oblast výskytu je Jižní Amerika, Brazílie, Bolívie, Paraguay, Argentina. Je znám pod názvem ananasový kaktus, ale přes jedlé plody se pro něj název pitahaya a odvozené názvy nepoužívají.

### Saguaro
Saguaro je druh kaktusu Carnegia gigantea, který poskytuje jedlé plody. Ačkoliv byl poprvé v historii název pitahaya použit právě ve spojení s tímto kaktusem , dnes se pro tento kaktus termín pitahaya nepoužívá. Plody saguara jsou dodnes sklízeny domorodci.[zdroj?]

### Stenocereus
Stenocereus je rod středně velkých až velkých cereusů. Pro mnoho druhů je lokálně užíván název pitayo a další. Některé druhy poskytují jedlé plody tradičně sbírané domorodci a jsou někdy extenzivně vysazované (Stenocereus fricii, Stenocereus griseus, Stenocereus queretaroensis, Stenocereus stellatus) a šířené i mimo původní oblast výskytu. Naopak jiné druhy jedlé plody neposkytují, ale podle podobného vzhledu stonku je na ně též přeneseně používán název pitahaya a jeho odvozeniny. Plody jsou méně či více dužnaté, občas s trny, zbytky seschlého květu často přetrvávají. Obsahují až 2 mm velká, černá semena.

#### Stenocereus friciiPitayo de aguas
Vysoký druh cereusu dosahující výšky 4 až 7 m a přitom štíhlý, do 15 cm průměru stonku. Je pojmenován po českém lovci kaktusů A. V. Fričovi. Vytváří poboční větve ve středu výšky hlavního stonku, podobně jako saguaro. Květy jsou denní, až 12 cm velké, bílé, krémové, narůžovělé. Plody jsou až 5 cm velké, žluté až červené. Původní oblast výskytu je Mexiko: Jalisco, Colima, Michoacán. Je domorodci vysazován pro jedlé plody a extenzivně šířen i mimo původní oblast výskytu.

#### Stenocereus griseusPitayo de Mayo
Stromovitý rozvětvený cereus je vysoký 6 až 9 m. Květy jsou noční, ale přetrvávají další den, jsou trubkovité, až 10 cm dlouhé. Plody jsou podlouhlé, zbytky květu opadávají. Je domorodci vysazován pro jedlé plody. Původní areál výskytu je pobřeží Venezuely a přilehlé ostrovy, druhotně je rozsáhle zavlečen až do Mexika.

#### Stenocereus gummosusPitahaya agria, Pitayo agrio
Cereus tvořící trsy křovitých stonků rozvětvených od země a vysokých až 1,5 m. Květy jsou noční, až 14 cm dlouhé, růžové. Poskytuje jedlé plody tradičně sbírané kmenem Seri. Je široce rozšířen v Baja California v Mexiku. Stonek obsahuje omamné látky a drcený stonek je používán k omámení ryb při rybolovu.

#### Stenocereus pruinosusPitayo de Octubre
Stromovitý rozvětvený cereus vysoký 4 až 5 m. Květy jsou denní i noční, trubkovité, až 9 cm dlouhé, bílé. Plody jsou oválné, jedlé a jsou sklízeny domorodci z divoce rostoucích rostlin. Oblast výskytu je Mexiko: Tamaulipas, Veracruz, Puebla, Guerrero, Oaxaca a Chiapas.
Malé semenáčky výrazného tvaru jsou nabízeny široké veřejnosti.[zdroj?]

#### Stenocereus stellatusPitayo, Xonocostle
Spíše křovitý, už od báze rozvětvený, méně často stromovitý cereus, vysoký 2 až 4 m. Květy jsou noční, výrazně trubkovité, až 6 cm dlouhé, růžové. Plody jsou jedlé a je pro ně vysazován domorodci. Oblast výskytu je Mexiko: Morelos, Puebla a Oaxaca.
Je často pěstován v evropských sbírkách jako malý ozdobný semenáček s výrazným, světlým, hvězdicovitě uspořádaným otrněním. Latinsky stellatus znamená hvězdnatý.[zdroj?]

#### Stenocereus queretaroensisPitayo de Querétaro
Velký druh cereusu kandelábrovitě větvený, dosahující výšky až 6 m. Vytváří velké množství pobočních stonků asi v třetině výšky, podobně jako saguaro. Květy jsou denní i noční, vytvářejí se na bočních částech stonků, jsou až 12 cm velké, bílé. Plody jsou lesklé, pestrobarevné se zbytky areol na povrchu. Je domorodci vysazován pro jedlé plody. Plody bývají dodnes nabízeny na místních trzích. Oblast výskytu je Mexiko: Queretaro, Guanajuato, Jalisco, Colima a Michoacán.

#### Stenocereus thurberiPitayo dulce, Organo Marismeňa, Meuhelé
Rostliny jsou křovité až stromovité, bohatě větvené, dosahují až 8 m výšky. Květy jsou noční, ale přetrvávají další den, jsou trubkovité, nahoře široce otevřené, 4 - 8 cm dlouhé, bílé, s množstvím prašníků a vystupující bliznou. Plody jsou červené, jedlé, tradičně sbírané kmenem Seri. Dále je využíván zdřevnatělý stonek pro výrobu lodí a měkké části v tradiční medicíně. Oblast výskytu je Arizona a Mexiko: Sonora, celá Baja California až po jižní mexickou část a Sinaloa.
Je často pěstován v evropských sbírkách jako malý semenáček pochmurného vzhledu s výrazným hustým tmavým otrněním a temně zelenou, ale lesklou pokožkou, známý též pod názvem Marshallocereus thurberi.[zdroj?]

#### Stenocereus eichlamiiPitahaya, Guanocal
Domorodý název pitahaya uvádí Anderson. Přívlastek názvu pitahaya není upřesněn. Až 6 m vysoký cereus, který je botanicky špatně prozkoumán. Květy jsou noční, až 7 cm velké. Plody nejsou známy. Oblast výskytu je stát Chiapas v Mexiku a Guatemala.

#### Stenocereus martineziiPitaya colorada
Drobný, ale rozvětvený cereus stromovitého tvaru a výšky jen 1 m. Je botanicky špatně prozkoumán. Květy jsou noční, ale přetrvávají další den, jsou bílorůžové. Plody nejsou známy. Výskyt je Mexiko: Sinaola.

#### Stenocereus montanusPitaya montana
Velký druh 6 - 7 m vysoký, s výrazným hlavním stonkem a kandelábrovitými pobočními větvemi. Květy jsou denní, bílé, až 7 cm velké. Plody nejsou popsány. Oblast výskytu je Mexiko: Sonora, Chihuahua, Sinaloa, Nayarit, Jalisco a Colima.

#### Stenocereus standleyiPitaya marismeňa
Rostliny jsou křovité až stromovité, silně rozvětvené, ale bez výrazného hlavního stonku, 2 až 4 m vysoké. Květy jsou noční, zvonkovité, bílé, až 8 cm v průměru. Plody jsou červenavé, oválné, 3 - 4 cm velké. Jedlost není udávána. Oblast výskytu je Mexiko: Guerrero, Sinaloa.

### Peniocereus
Rostliny jsou křovité, stonky jsou šlahounovité, dlouhé a velmi tenké, prorůstající xerofytní křovinnou vegetací o kterou se často opírají. Mají velkou zásobní kořenovou hlízu. Květy jsou vzhledem k tenkému stonku velké. Plody jsou oválné, hruškovité, dužnaté, s ostny nebo štětinami, které brzy opadají. 

#### Peniocereus cuixmalensisPitahaya de aguas
Stonky jsou až 2,2 m dlouhé, při průměru do 3,5 cm. Noční květy jsou až 11 cm dlouhé, bílé, vonné. Plody jsou oválné, až 6 cm dlouhé, červené, s velmi šťavnatou červenou dužinou. Oblast výskytu je pobřežní část Mexika: Jalisco, Colima až Michoacán.

#### Peniocereus johnstoniiPitayita, Matraca, Saramatraca
Stonky jsou až 3 m dlouhé, při průměru do 2 cm. Noční květy jsou až 15 cm dlouhé, bílé, vonné, s vlnatou trubkou. Plody jsou oválné, až 6 cm dlouhé, velmi chutné. Oblast výskytu je jižní část Baja California a blízké ostrovy.

#### Peniocereus serpentinusPitahayita, Reina de la noche
Stonky jsou až 3 m dlouhé, při průměru 2 až 5 cm. Noční květy jsou velké, až 25 cm dlouhé a až 15 cm široké, bílé, s růžovými odstíny, trubka je štětinatá. Plody jsou oválné, 4 cm velké. Pro jedlé plody je široce pěstován domorodci. Z botanického hlediska je málo poznán. Oblast výskytu je Mexiko: Morelos, Districto Federal, Oaxaca a Michoacán.
Dále jsou z rodu Peniocereus jako jedlé využívány kořenové hlízy druhu Peniocereus greggii,
známém pod místním názvem Saramatraca. Jsou též užívány v domorodé medicíně. Medicínsky indiánský kmen Seri využívá i druh Peniocereus striatus Jacamatraca.

### Další druhy
Okrajově je název pitahaya a jeho odvozeniny používán i pro další druhy.

#### Isolatocereus dumortieriPitayo, Candelabro
Vysoký druh monotypického rodu dosahující až 15 m výšky. Plody jsou červené, asi 3 cm velké. Jedlost není udávána. Oblast výskytu je Mexiko: Oaxaca, Hidalgo, Morelos, Guerrero, Puebla a Michoacán.

#### Pilosocereus alensisPitahaya barbona, Barba de Viejo
Stromovitý, vzpřímený druh dosahující až 6 m výšky. Květy vyrůstají z bočního cefália. Plody nejsou známy.
Oblast výskytu je Mexiko: Chihuahua, Durango, Guerrero, Michoacán, Districto Federal, Jalisco a Sonora.

#### Pilosocereus leucocephalusPitayon, Cabeza de Vijeo
Stromovitý druh vysoký 2 až 5 m, rozvětvený od spodu. Květy jsou 6 cm velké, bělavé, narůžovělé. Plody oválné, 4 cm velké, tmavé až černé. Oblast výskytu je Mexiko, Tamaulipas, Guatemala a Honduras.

#### Echinocereus
Pro více druhů je okrajově udáván název pitaya, často anglickým přívlastkem, například green flowered pitaya a další. Jedlé plody má Echinocereus engelmannii, ale název pitaya pro něj není udáván.

## Galerie

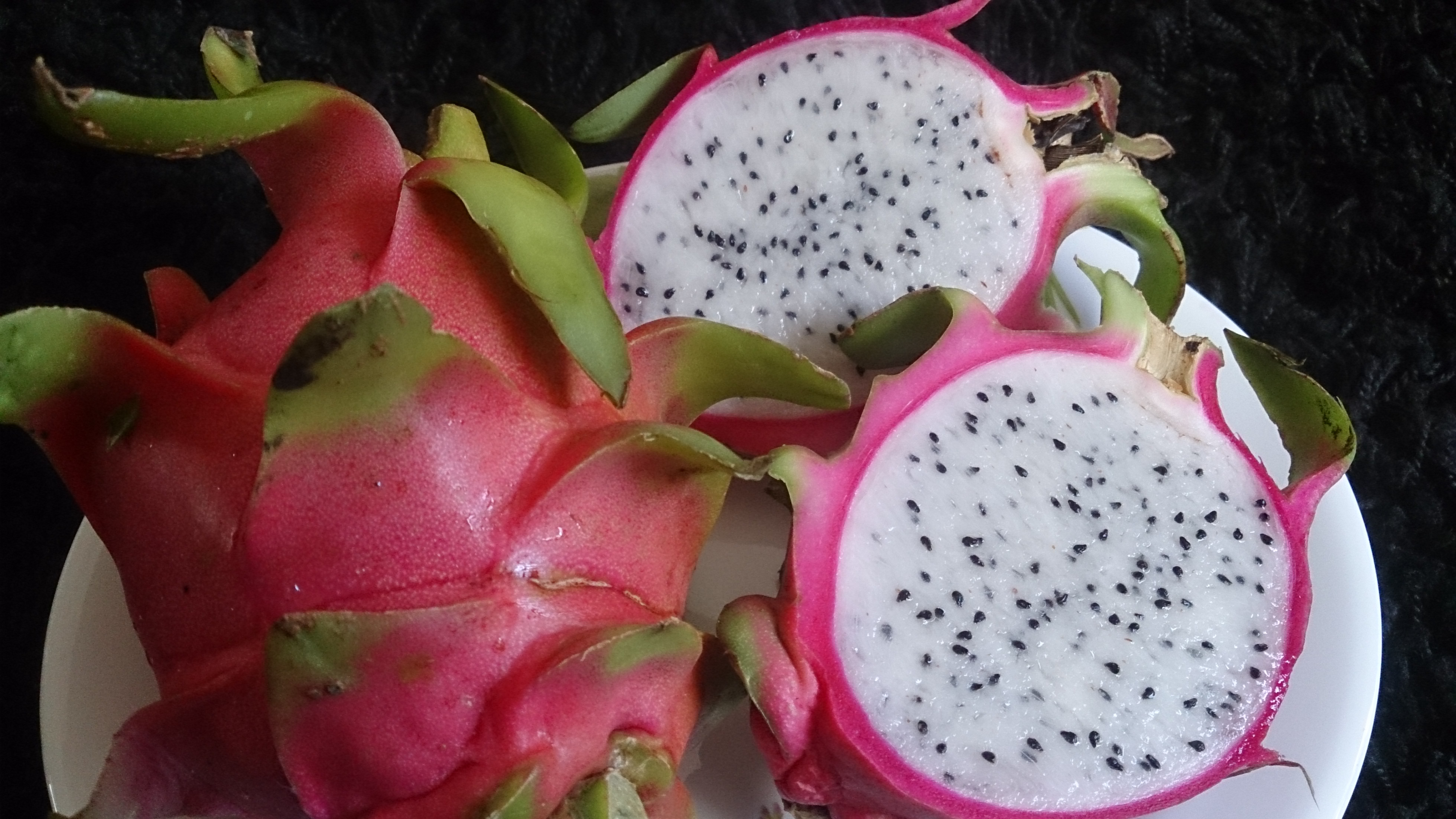
Nejznámějším druhem pitahají je Dragon fruit, Pitahaya blanca, Hylocereus undatus.
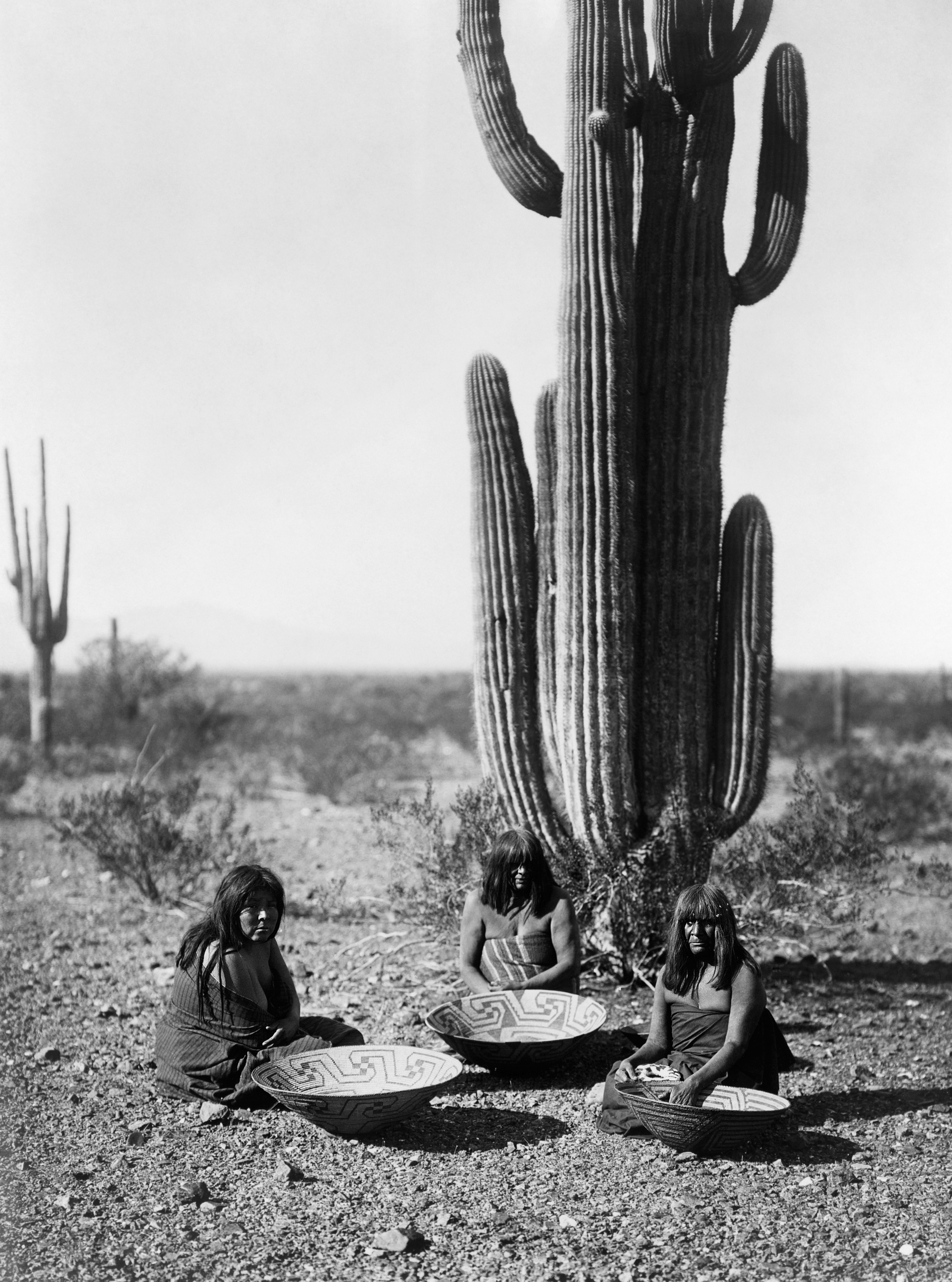
Prvním kaktusem označeným názvem pitahaya bylo saguaro. Sklizeň plodů indiány v roce 1907.
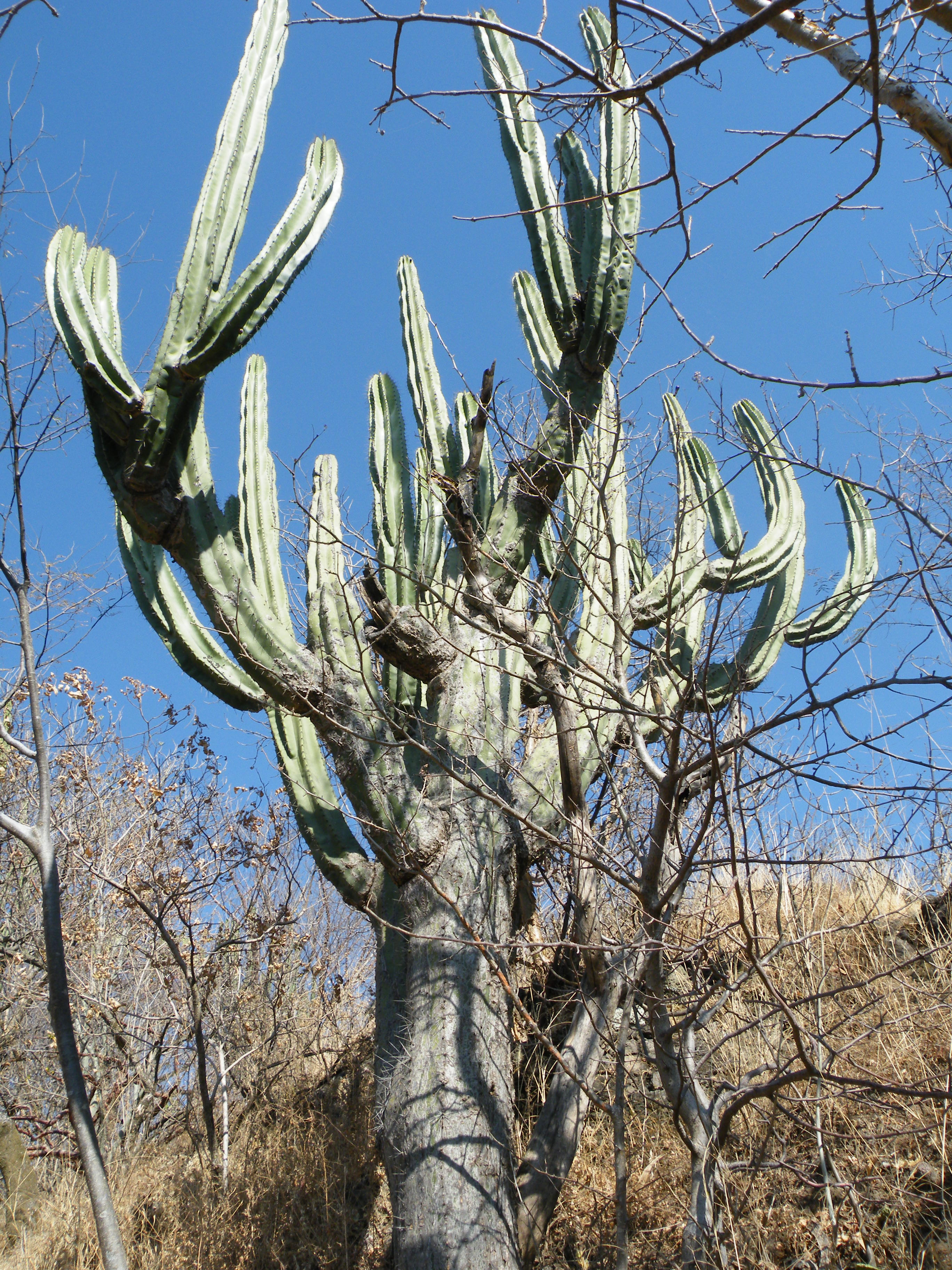
Stenocereus queretaroensis, Pitayo de Querétaro, je velká a vysoká rostlina.
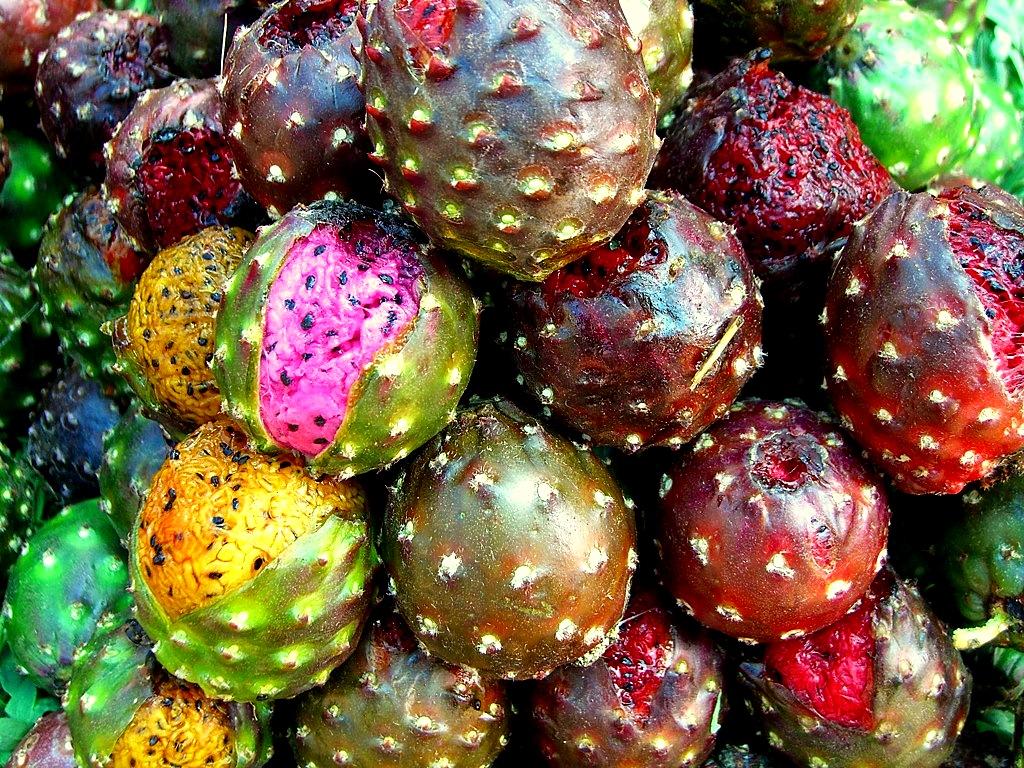
Plody Pitayo de Querétaro jsou neobyčejně barevné
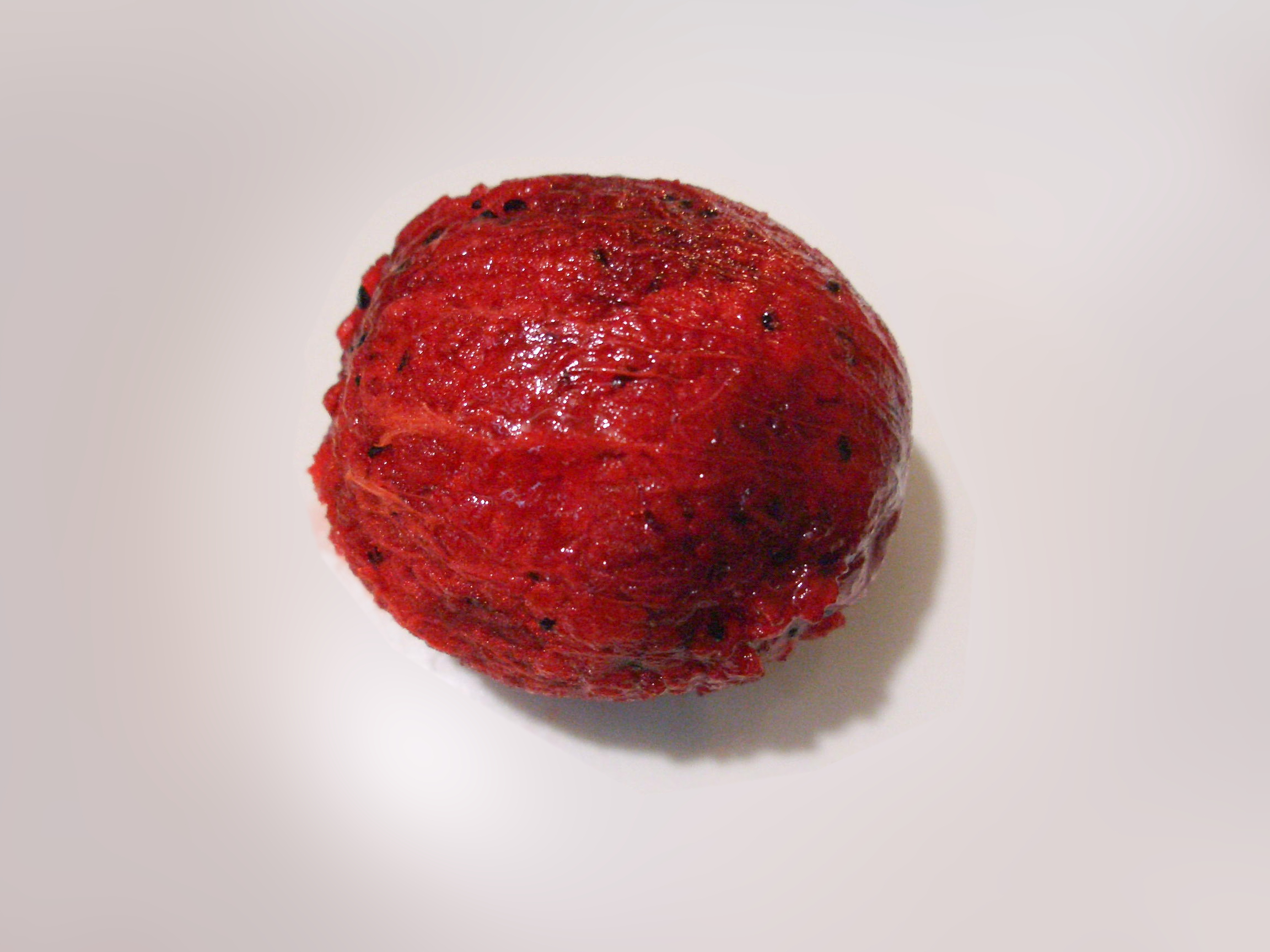
Plod Pitayo de Querétaro oloupaný a servírovaný vcelku.
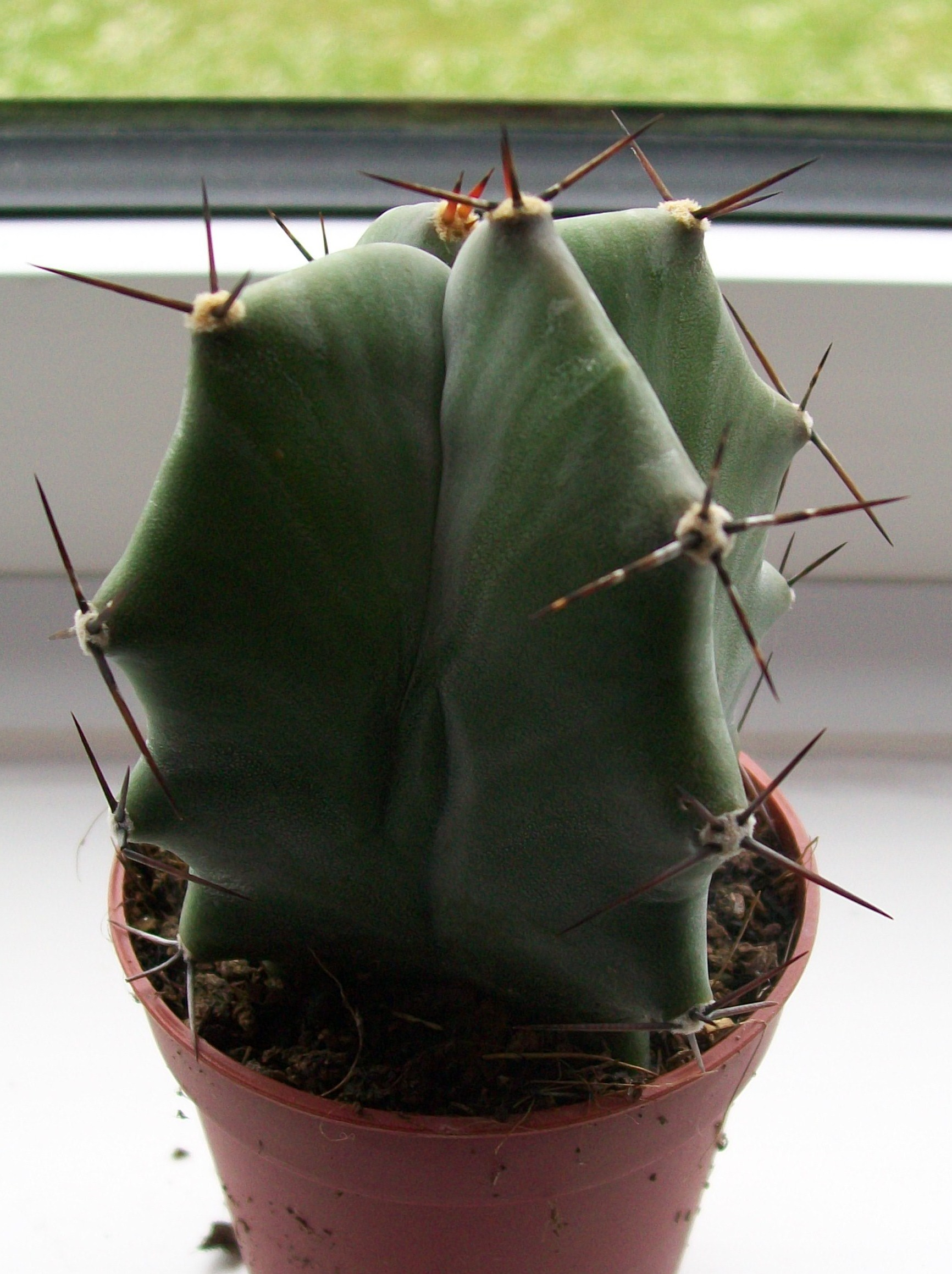
Pitayo de Octubre, Stenocereus pruinosus. Mladé semenáčky nabízené v evropských květinářstvích
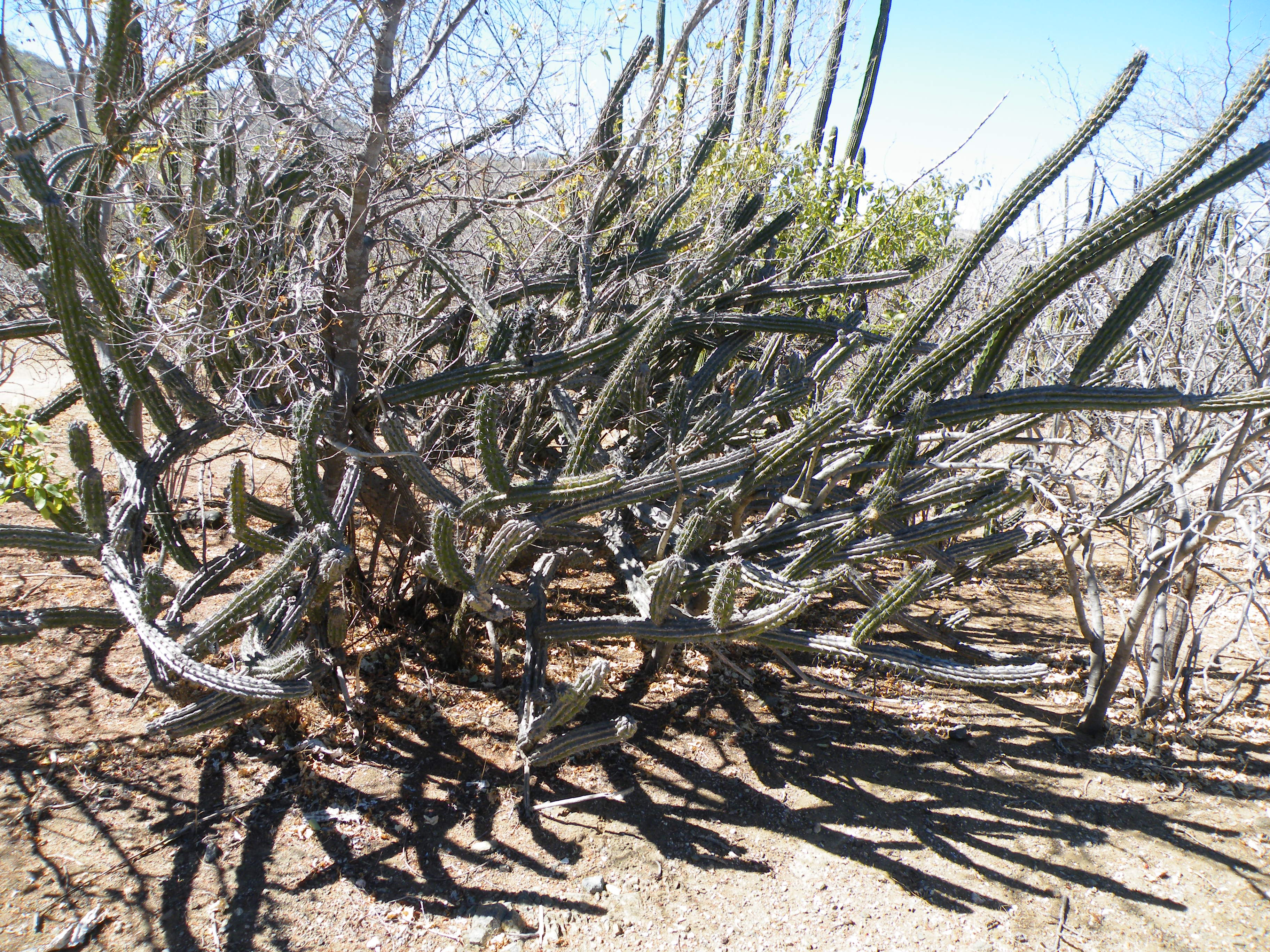
Pitahaya agria, Stenocereus gummosus, vytváří křovité porosty.
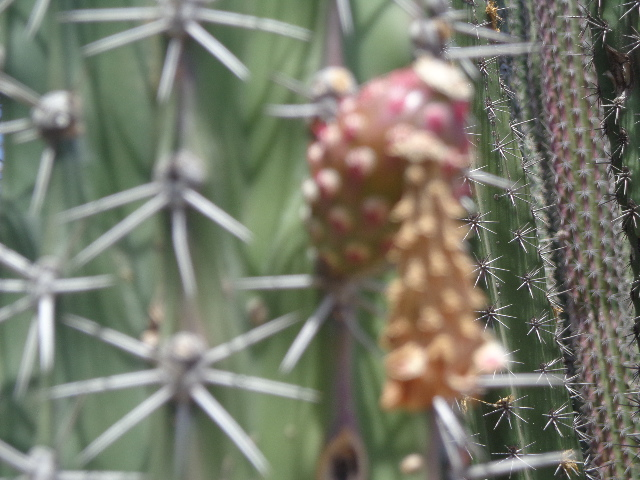
Plod Pitayo de Mayo, Stenocereus griseus.
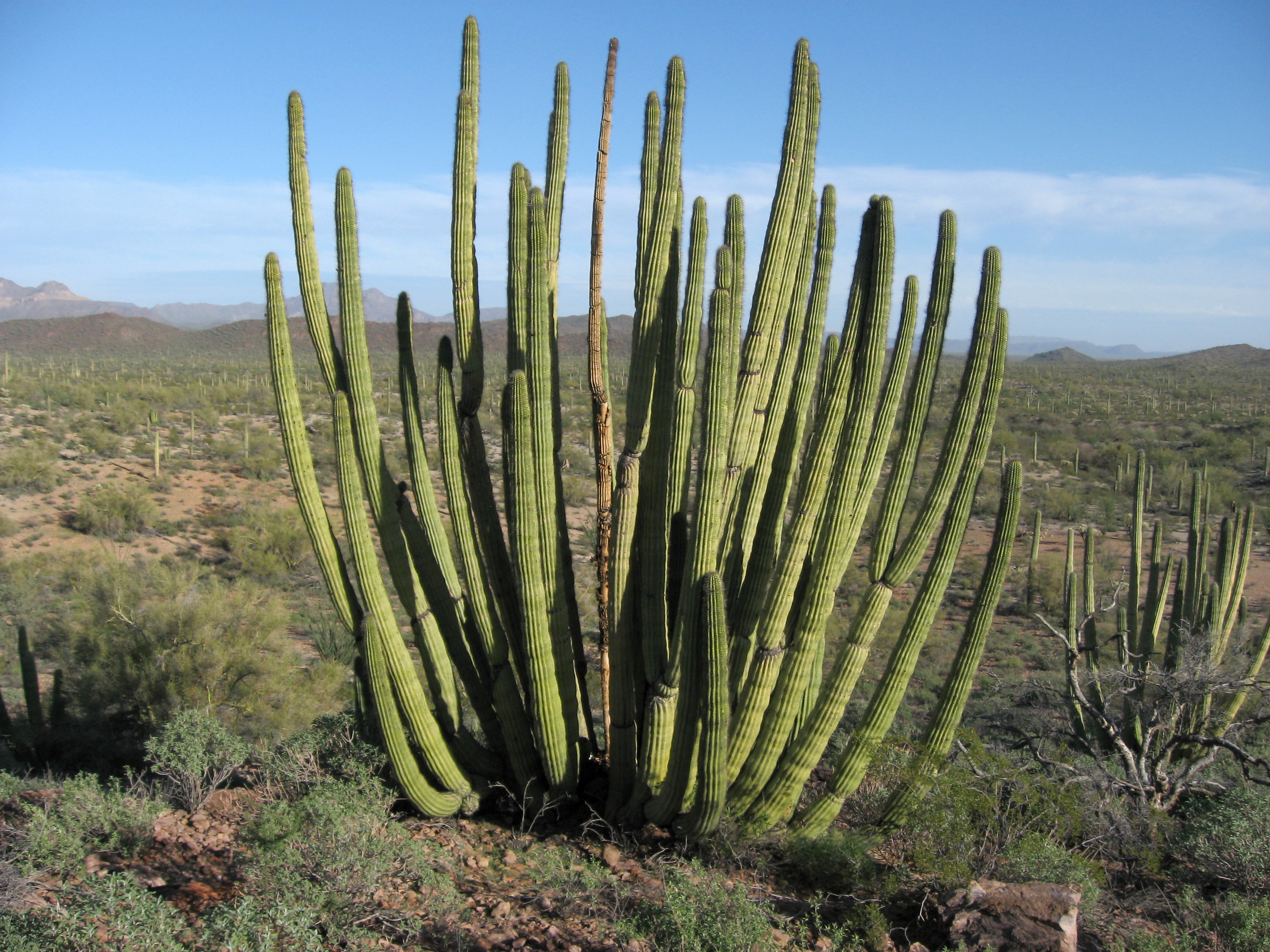
Porosty Pitayo dulce, Stenocereus thurberi v domovině.
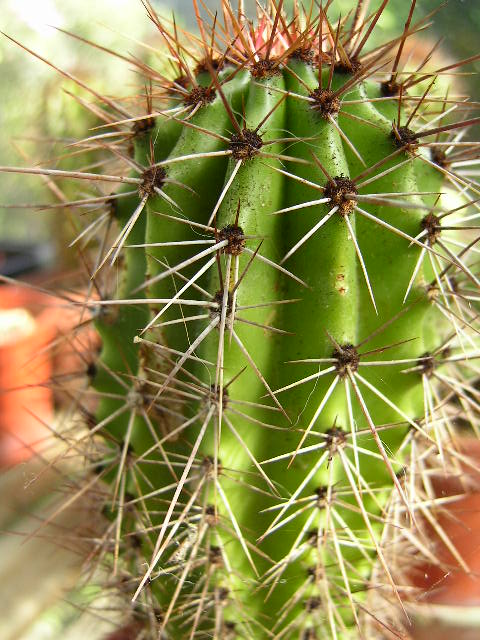
Větší sbírkový semenáček Stenocereus thurberi.
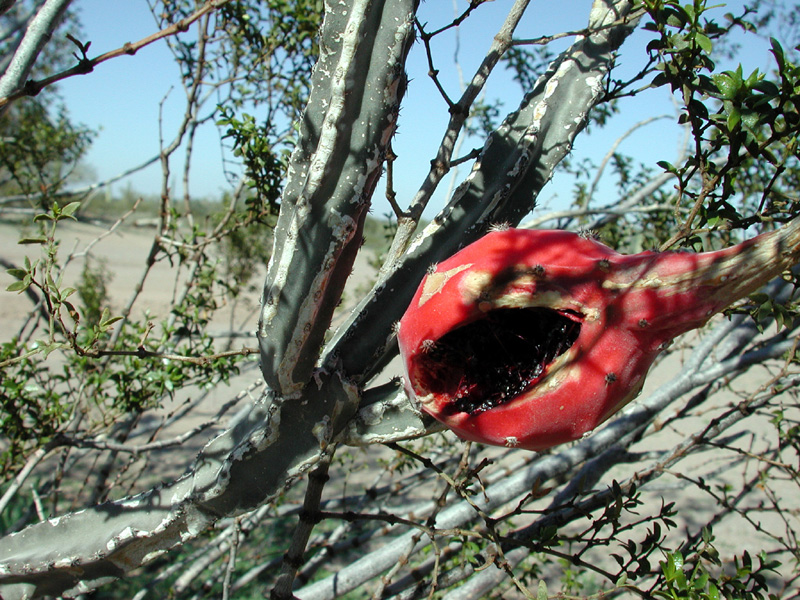
Velké, často jedlé plody, poskytují zástupci rodu Peniocereus.
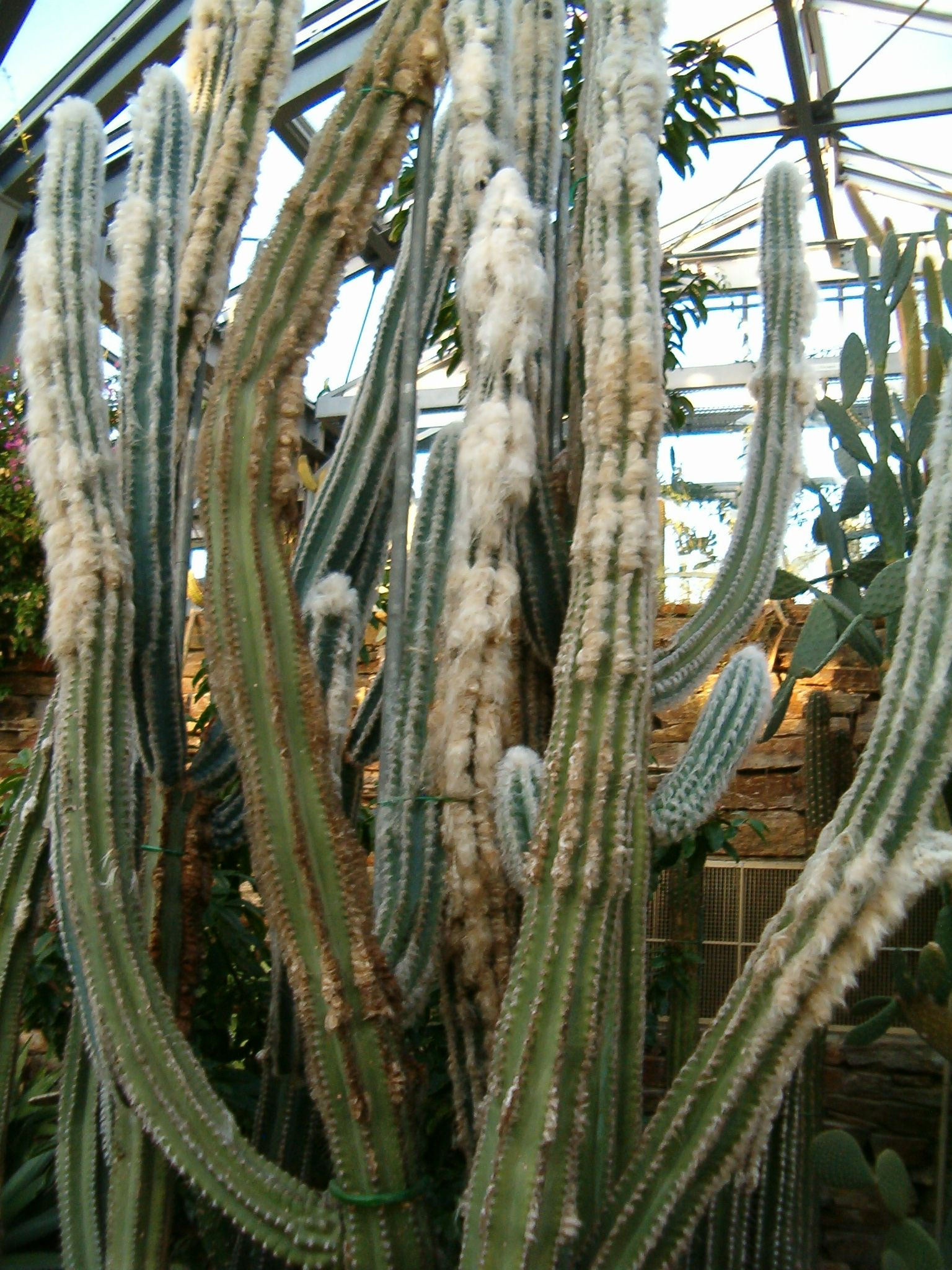
Pitayon, Cabeza de Vijeo, Pilosocereus leucocephalus